# 小行星8837
小行星8837（英語：8837 London）是一颗围绕太阳公转的小行星。1989年10月7日，艾瑞克·怀特·埃尔斯特在拉西拉天文台发现了此天体。
这颗小行星的绝对星等为56.02334等。